# Jacob van Lenneplaan (Baarn)
De Jacob van Lenneplaan is een laan in Baarn in de Nederlandse provincie Utrecht. De laan verbindt de Van Heemstralaan met de Dillenburglaan. Na de kruising heet de straat Waldeck Pyrmontlaan. 
De Jacob van Lenneplaan is op 19 februari 1891 vernoemd naar de schrijver Jacob van Lennep (1802-1868). Het boek Ferdinand Huyck uit 1840 is van zijn hand. Het verhaal speelt zich gedeeltelijk af in Baarn. Alhoewel de laan in 'Hoog Baarn' ligt, was zij van origine niet bedacht in het Wilhelminapark. Evenwel bestond de laan al in 1830. 